# Trasacco
Trasacco – miejscowość i gmina we Włoszech, w regionie Abruzja, w prowincji L’Aquila.
Według danych na rok 2004 gminę zamieszkiwało 5998 osób, 117,6 os./km².